# Accident d'un DC-9 de Dominicana de Aviación
Le 15 février 1970, un DC-9 de la Dominicana de Aviación en route depuis Saint-Domingue, en République dominicaine, et à destination de San Juan, à Porto Rico, s'est écrasé dans la mer des Caraïbes peu après son décollage. 
L'accident n'a laissé aucun survivant parmi les 102 passagers et membres d'équipage à bord, ce qui en fait la deuxième catastrophe aérienne la plus meurtrière survenue en République dominicaine, après le crash du vol Birgenair 301 survenue 26 ans plus tard.

## Avion
L'appareil impliqué, un Douglas DC-9-32 immatriculé HI177 (numéro de série 47500/546), a été construit par McDonnell Douglas l'année précédente. Il était propulsé par deux turboréacteurs Pratt & Whitney JT8D-7 ; il était en service chez Dominicana de Aviación depuis moins d'un mois et totalisait seulement 354 heures de vol au moment de l'accident.

## Accident
L'avion effectuait un vol international régulier entre l'aéroport international Las Américas, près de Saint-Domingue, et l'aéroport international Luis-Muñoz-Marín de San Juan ; il a décollé vers 18 h 30. 
Deux minutes après le décollage, l'un des moteurs a rapidement perdu de la puissance. L'équipage a alors déclaré une situation d'urgence, en informant les contrôleurs aériens que le moteur droit s'était éteint et a demandé à retourner immédiatement à l'aéroport. 
Alors que l'équipage se préparait à rebrousser chemin vers l'aéroport, le moteur gauche s'est également éteint en plein vol. Le DC-9 a ensuite perdu de l'altitude, jusqu'à ce qu'il heurte la mer à environ 3 km au sud de l'aéroport. Les 97 passagers et les cinq membres d'équipage ont tous péri dans le crash.

## Victimes notables
Plusieurs passagers célèbres figuraient parmi les victimes du crash, notamment :
- l'ancien champion du monde de boxe poids légers, Carlos Cruz, qui voyageait avec sa femme et leurs deux enfants vers San Juan pour un combat contre le boxeur Roger Zami.
- l'entraîneur et onze joueuses de l'équipe de Porto Rico féminine de volley-ball, qui rentraient chez eux après un match amical contre l'équipe de République dominicaine féminine de volley-ball.

## Enquête
On a d'abord craint une attaque terroriste, car la famille d'Antonio Imbert Barrera (en) se trouvait à bord de l'avion. Cependant, l'enquête a conclu que la cause de l'accident était la défaillance progressive des deux moteurs causée par une contamination du carburant, en raison d'une infiltration d'eau dans les réservoirs de l'avion. Ni l'enregistreur  phonique (CVR), ni l'enregistreur de paramètres (FDR) n'ont jamais été retrouvés.

## Conséquences
Immédiatement après le crash, Dominicana de Aviación a suspendu toutes ses opérations ; quatre mécaniciens de la compagnie aérienne auraient également été arrêtés. 
En outre, la Federal Aviation Administration (FAA) a interdit aux avions de la compagnie aérienne de voler vers les États-Unis. L'interdiction a été levée plus tard dans l'année, après que Dominicana ait loué un DC-9 de remplacement, qui devait être piloté par des membres d'équipages de la compagnie aérienne espagnole Iberia.
Par la suite, Dominicana a finalement repris ses opérations de vol, y compris vers les États-Unis. La compagnie aérienne les a ensuite continuée jusqu'en 1995, date à laquelle le gouvernement de Joaquín Balaguer Ricardo l'a forcée à suspendre ses services indéfiniment, cessant officiellement toutes ses opérations en 1999.